# Royal University of Phnom Penh
Die Royal University of Phnom Penh (RUPP) (Khmer សាកលវិទ្យាល័យភូមិន្ទភ្នំពេញ) ist eine 1960 gegründete staatliche Universität in Phnom Penh in Kambodscha.